# Micromyzon
Micromyzon is een monotypisch geslacht van straalvinnige vissen uit de familie van de braadpan- of banjomeervallen (Aspredinidae).

## Soort
- Micromyzon akamai Friel & Lundberg, 1996